# Liga dos Campeões da AFC de 2020
A Liga dos Campeões da AFC de 2020 foi a 39ª edição do principal torneio de futebol de clubes da Ásia, organizado pela Confederação Asiática de Futebol (AFC).
O campeão irá representar a Ásia na Copa do Mundo de Clubes da FIFA de 2020. O vice-campeão também irá se classificar caso o campeão da Liga dos Campeões seja uma equipe do Catar.

## Equipes classificadas
As seguintes equipes se classificaram para esta edição da competição:

### Ásia Ocidental
| País                                             | Equipe                                           | Classificação                                                                          |                                                  |
| Equipes que entram diretamente na fase de grupos | Equipes que entram diretamente na fase de grupos | Equipes que entram diretamente na fase de grupos                                       | Equipes que entram diretamente na fase de grupos |
| ------------------------------------------------ | ------------------------------------------------ | -------------------------------------------------------------------------------------- | ------------------------------------------------ |
| Emirados Árabes Unidos                           | Sharjah                                          | Campeão – Campeonato Emiradense de 2018–19                                             |                                                  |
| Emirados Árabes Unidos                           | Shabab Al-Ahli                                   | Campeão – UAE President Cup de 2018–19 Vice-campeão – Campeonato Emiradense de 2018–19 |                                                  |
| Emirados Árabes Unidos                           | Al-Wahda                                         | Terceiro lugar – Campeonato Emiradense de 2018–19                                      |                                                  |
| Arábia Saudita                                   | Al-Nassr                                         | Campeão – Campeonato Saudita de 2018–19                                                |                                                  |
| Arábia Saudita                                   | Al-Taawoun                                       | Campeão – Copa do Rei de 2019 Terceiro lugar – Campeonato Saudita de 2018–19           |                                                  |
| Arábia Saudita                                   | Al-Hilal                                         | Vice-campeão – Campeonato Saudita de 2018–19                                           |                                                  |
| Catar                                            | Al-Sadd                                          | Campeão – Qatar Stars League de 2018–19                                                |                                                  |
| Catar                                            | Al-Duhail                                        | Campeão – Copa do Catar de 2019 Vice-campeão – Qatar Stars League de 2018–19           |                                                  |
| Irão                                             | Persepolis                                       | Campeão – Iran Pro League de 2018–19 Campeão – Copa Hazfi de 2018–19                   |                                                  |
| Irão                                             | Sepahan                                          | Vice-campeão – Iran Pro League de 2018–19                                              |                                                  |
| Uzbequistão                                      | Pakhtakor                                        | Campeão – Campeonato Uzbeque de 2019 Campeão – Copa do Uzbequistão de 2019             |                                                  |
| Iraque                                           | Al-Shorta                                        | Campeão – Campeonato Iraquiano de 2018–19                                              |                                                  |
| Equipes que entram na fase de play-off           |                                                  |                                                                                        |                                                  |
| Emirados Árabes Unidos                           | Al Ain                                           | Quarto lugar – Campeonato Emiradense de 2018–19                                        |                                                  |
| Arábia Saudita                                   | Al-Ahli                                          | Quarto lugar – Campeonato Saudita de 2018–19                                           |                                                  |
| Catar                                            | Al-Sailiya                                       | Terceiro lugar – Qatar Stars League de 2018–19                                         |                                                  |
| Catar                                            | Al-Rayyan                                        | Quarto lugar – Qatar Stars League de 2018–19                                           |                                                  |
| Irão                                             | Esteghlal                                        | Terceiro lugar – Iran Pro League de 2018–19                                            |                                                  |
| Irão                                             | Shahr Khodro                                     | Quarto lugar – Iran Pro League de 2018–19                                              |                                                  |
| Uzbequistão                                      | Lokomotiv Tashkent                               | Vice-campeão – Campeonato Uzbeque de 2019                                              |                                                  |
| Uzbequistão                                      | Bunyodkor                                        | Terceiro lugar – Campeonato Uzbeque de 2019                                            |                                                  |
| Iraque                                           | Al-Zawra'a                                       | Campeão – Copa do Iraque de 2018–19                                                    |                                                  |
| Tajiquistão                                      | Istiklol                                         | Campeão – Campeonato Tajique de 2019                                                   |                                                  |
| Índia                                            | Chennai City                                     | Campeão – I-League de 2018–19                                                          |                                                  |
| Jordânia                                         | Al-Faisaly                                       | Campeão – Campeonato Jordano de 2018–19                                                |                                                  |
| Kuwait                                           | Al-Kuwait                                        | Campeão – Campeonato Kuwaitiano de 2018–19                                             |                                                  |
| Bahrein                                          | Al-Riffa                                         | Campeão – Campeonato Bareinita de 2018–19                                              |                                                  |

### Ásia Oriental
| País                                             | Equipe                                           | Classificação                                                                                  |                                                  |
| Equipes que entram diretamente na fase de grupos | Equipes que entram diretamente na fase de grupos | Equipes que entram diretamente na fase de grupos                                               | Equipes que entram diretamente na fase de grupos |
| ------------------------------------------------ | ------------------------------------------------ | ---------------------------------------------------------------------------------------------- | ------------------------------------------------ |
| Coreia do Sul                                    | Jeonbuk Hyundai Motors                           | Campeão – K League de 2019                                                                     |                                                  |
| Coreia do Sul                                    | Suwon Samsung Bluewings                          | Campeão – Copa do Coreia do Sul de 2019                                                        |                                                  |
| Coreia do Sul                                    | Ulsan                                            | Vice-campeão – K League de 2019                                                                |                                                  |
| China                                            | Guangzhou Evergrande                             | Campeão – Superliga Chinesa de 2019                                                            |                                                  |
| China                                            | Shanghai Shenhua                                 | Campeão – Copa da China de 2019                                                                |                                                  |
| China                                            | Beijing Guoan                                    | Vice-campeão – Superliga Chinesa de 2019                                                       |                                                  |
| Japão                                            | Yokohama F. Marinos                              | Campeão – J-League de 2019                                                                     |                                                  |
| Japão                                            | Vissel Kobe                                      | Campeão – Copa do Imperador de 2019                                                            |                                                  |
| Austrália                                        | Perth Glory                                      | Campeão – Temporada regular da A-League de 2018–19                                             |                                                  |
| Austrália                                        | Sydney FC                                        | Campeão – A-League Grand Final de 2019 Vice-campeão – Temporada regular da A-League de 2018–19 |                                                  |
| Tailândia                                        | Chiangrai United                                 | Campeão – Campeonato Tailandês de 2019                                                         |                                                  |
| Malásia                                          | Johor Darul Ta'zim                               | Campeão – Campeonato Malaio de 2019                                                            |                                                  |
| Equipes que entram na fase de play-off           |                                                  |                                                                                                |                                                  |
| Coreia do Sul                                    | FC Seoul                                         | Terceiro lugar – K League de 2019                                                              |                                                  |
| China                                            | Shanghai SIPG                                    | Terceiro lugar – Superliga Chinesa de 2019                                                     |                                                  |
| Japão                                            | FC Tokyo                                         | Vice-campeão – J-League de 2019                                                                |                                                  |
| Japão                                            | Kashima Antlers                                  | Terceiro lugar – J-League de 2019                                                              |                                                  |
| Austrália                                        | Melbourne Victory                                | Terceiro lugar – Temporada regular da A-League de 2018–19                                      |                                                  |
| Tailândia                                        | Port                                             | Campeão – Copa da Tailândia de 2019                                                            |                                                  |
| Tailândia                                        | Buriram United                                   | Vice-campeão – Campeonato Tailandês de 2019                                                    |                                                  |
| Malásia                                          | Kedah                                            | Campeão – Copa da Malásia de 2019                                                              |                                                  |
| Hong Kong                                        | Tai Po                                           | Campeão – Premier League Hong-konguesa de 2018–19                                              |                                                  |
| Vietname                                         | Ho Chi Minh City                                 | Vice-campeão – Campeonato Vietnamita de 2019                                                   |                                                  |
| Filipinas                                        | Ceres-Negros                                     | Campeão – Campeonato Filipino de 2019                                                          |                                                  |
| Singapura                                        | Tampines Rovers                                  | Vice-campeão – S-League de 2019                                                                |                                                  |
| Indonésia                                        | Bali United                                      | Campeão – Campeonato Indonésio de 2019                                                         |                                                  |
| Myanmar                                          | Shan United                                      | Campeão – Campeonato Birmanês de 2019                                                          |                                                  |

## Calendário
O calendário para a competição é o seguinte:
Devido a pandemia de COVID-19 na Ásia, foram feitas as seguintes alterações no calendário:
- A AFC anunciou em 4 de fevereiro que todas as partidas envolvendo as equipes chinesas nas três primeiras rodadas (exceto a partida entre Chiangrai United e Beijing FC) foram adiadas para os dias 28–29 de abril, 19–20 e 26–27 de maio.[5][6]
- Após uma reunião com representantes das associações da Ásia Oriental realizada em 2 de março, foi acordado que:[7]
  - As partidas da fase de grupos nas rodadas 3, 4, 5 e 6 que não puderam ser disputadas foram movidas para os dias 19–20, 26–27 de maio, 16–17 e 23–24 de junho.
  - As partidas das oitavas de final foram movidas de 16–17 e 23–24 de junho para 11–12 e 25–26 de agosto.
  - As partidas das quartas de final foram movidas de 25–26 de agosto e 15–16 de setembro para 15–16 e 29–30 de setembro.
  - As semifinais foram movidas de 29–30 de setembro e 20–21 de outubro para 20–21 e 27–28 de outubro.
- Após reuniões com representantes das associações da Ásia Ocidental realizada em 7 e 8 de março, foi acordado que:[8]
  - As partidas da fase de grupos das rodadas 3, 4, 5 e 6 que não puderam ser disputadas serão movidas para novas datas ainda a serem confirmadas.
  - As partidas das oitavas de final foram movidas de 18–19 e 25–26 de maio para 10–11 e 24–25 de agosto.
  - As partidas das quartas de final foram movidas de 24–25 de agosto e 14–15 de setembro para 14–15 e 28–29 de setembro.
  - As semifinais foram movidas de 29 de setembro e 20 de outubro para 20 e 27 de outubro.
- A AFC anunciou em 14 de abril de 2020 que todas as partidas marcadas para maio e junho foram adiadas.[9]
- Em 9 de julho de 2020 a AFC anunciou o calendário para o restante das partidas da fase de grupos. O restante das partidas serão disputadas em um local neutro ainda a ser definido.[10][11]

- Legenda:
  - AOR: Datas das partidas das equipes da Ásia Oriental.
  - AOC: Datas das partidas das equipes da Ásia Ocidental.

| Fase            | Rodada                    | Data do sorteio                              | Datas das partidas                                             |                                                                |
| --------------- | ------------------------- | -------------------------------------------- | -------------------------------------------------------------- | -------------------------------------------------------------- |
| Fase preliminar | Primeira pré-eliminatória | Sem sorteio                                  | 14 de janeiro                                                  | 14 de janeiro                                                  |
| Fase preliminar | Segunda pré-eliminatória  | Sem sorteio                                  | 21 de janeiro                                                  | 21 de janeiro                                                  |
| Play-off        | Play-off                  | Sem sorteio                                  | 28 de janeiro                                                  | 28 de janeiro                                                  |
| Fase de grupos  | Primeira rodada           | 10 de dezembro de 2019                       | 10–12 de fevereiro, 18–19 de novembro (AOR)                    | 10–12 de fevereiro, 18–19 de novembro (AOR)                    |
| Fase de grupos  | Segunda rodada            | 10 de dezembro de 2019                       | 17–19 de fevereiro, 21–22 de novembro (AOR)                    | 17–19 de fevereiro, 21–22 de novembro (AOR)                    |
| Fase de grupos  | Terceira rodada           | 10 de dezembro de 2019                       | 2–4 de março, 14–15 de setembro (AOC), 24–25 de novembro (AOR) | 2–4 de março, 14–15 de setembro (AOC), 24–25 de novembro (AOR) |
| Fase de grupos  | Quarta rodada             | 10 de dezembro de 2019                       | 17–18 de setembro (AOC), 27–28 de novembro (AOR)               | 17–18 de setembro (AOC), 27–28 de novembro (AOR)               |
| Fase de grupos  | Quinta rodada             | 10 de dezembro de 2019                       | 20–21 de setembro (AOC), 30 de novembro – 1 de dezembro (AOR)  | 20–21 de setembro (AOC), 30 de novembro – 1 de dezembro (AOR)  |
| Fase de grupos  | Sexta rodada              | 10 de dezembro de 2019                       | 23–24 de setembro (AOC), 3–4 de dezembro (AOR)                 | 23–24 de setembro (AOC), 3–4 de dezembro (AOR)                 |
| Fase final      | Oitavas de final          | 10 de dezembro de 2019                       | 26–27 de setembro (AOC), 6–7 de dezembro (AOR)                 |                                                                |
| Fase final      | Quartas de final          | 28 de setembro de 2020 (AOC) A definir (AOR) | 30 de setembro (AOC), 10 de dezembro (AOR)                     |                                                                |
| Fase final      | Semifinais                | 28 de setembro de 2020 (AOC) A definir (AOR) | 3 de outubro (AOC), 13 de dezembro (AOR)                       |                                                                |
| Fase final      | Final                     | 28 de setembro de 2020 (AOC) A definir (AOR) | 19 de dezembro                                                 |                                                                |

## Rodadas de qualificação
Nas rodadas de qualificação cada vaga foi definida em uma única partida. Os oito vencedores avançaram a fase de grupos. Os confrontos desta fase foram anunciados em 10 de dezembro de 2019.
O chaveamento para esta fase foi definido seguindo o ranking de cada associação.

### Primeira pré-eliminatória
| Equipe 1        | Resultado      | Equipe 2       |
| Ásia Ocidental  | Ásia Ocidental | Ásia Ocidental |
| --------------- | -------------- | -------------- |
| Chennai City    | 0–1            | Al-Riffa       |
| Al-Faisaly      | 1–2 (pro)      | Al-Kuwait      |
| Ásia Oriental   |                |                |
| Ceres-Negros    | 3–2            | Shan United    |
| Tampines Rovers | 3–5 (pro)      | Bali United    |

### Segunda pré-eliminatória
| Equipe 1           | Resultado      | Equipe 2         |
| Ásia Ocidental     | Ásia Ocidental | Ásia Ocidental   |
| ------------------ | -------------- | ---------------- |
| Bunyodkor          | 4–1            | Al-Zawraa        |
| Lokomotiv Tashkent | 0–1            | Istiklol         |
| Shahr Khodro       | 2–1            | Al-Riffa         |
| Esteghlal          | 3–0            | Al-Kuwait        |
| Ásia Oriental      |                |                  |
| Kedah              | 5–1            | Tai Po           |
| Buriram United     | 2–1            | Ho Chi Minh City |
| Port               | 0–1            | Ceres-Negros     |
| Melbourne Victory  | 5–0            | Bali United      |

### Play-off
| Equipe 1        | Resultado      | Equipe 2          |
| Ásia Ocidental  | Ásia Ocidental | Ásia Ocidental    |
| --------------- | -------------- | ----------------- |
| Al Ain          | 1–0            | Bunyodkor         |
| Al-Ahli         | 1–0            | Istiklol          |
| Al-Sailiya      | 0–0 (4–5 p)    | Shahr Khodro      |
| Al-Rayyan       | 0–5            | Esteghlal         |
| Ásia Oriental   |                |                   |
| FC Seoul        | 4–1            | Kedah             |
| Shanghai SIPG   | 3–0            | Buriram United    |
| FC Tokyo        | 2–0            | Ceres-Negros      |
| Kashima Antlers | 0–1            | Melbourne Victory |

## Fase de grupos
O sorteio para a fase de grupos foi realizado em 10 de dezembro de 2019 na sede da AFC em Kuala Lumpur na Malásia. As 32 equipes foram distribuídas em oito grupos com quatro equipes cada. Equipes da mesma associação não puderam ser sorteadas no mesmo grupo.

### Grupo A
| Pos. | Equipe    | Pts | J | V | E | D | GP | GC | SG |
| ---- | --------- | --- | - | - | - | - | -- | -- | -- |
| 1    | Al-Ahli   | 6   | 4 | 2 | 0 | 2 | 4  | 6  | –2 |
| 2    | Esteghlal | 5   | 4 | 1 | 2 | 1 | 6  | 4  | +2 |
| 3    | Al-Shorta | 5   | 4 | 1 | 2 | 1 | 4  | 4  | 0  |
| 4    | Al-Wahda  | 0   | 0 | 0 | 0 | 0 | 0  | 0  | 0  |

|           | WAH    | SHO    | EST    | AHL |
| --------- | ------ | ------ | ------ | --- |
| Al-Wahda  |        | 23 set | 14 set | 1–1 |
| Al-Shorta | 0–1    |        | 1–1    | 2–1 |
| Esteghlal | 17 set | 1–1    |        | 3–0 |
| Al-Ahli   | 20 set | 1–0    | 2–1    |     |

### Grupo B
| Pos. | Equipe              | Pts | J | V | E | D | GP | GC | SG |
| ---- | ------------------- | --- | - | - | - | - | -- | -- | -- |
| 1    | Pakhtakor           | 10  | 4 | 3 | 1 | 0 | 6  | 1  | +5 |
| 2    | Shabab Al Ahli Club | 7   | 4 | 2 | 1 | 2 | 3  | 2  | +1 |
| 3    | Shahr Khodro        | 0   | 4 | 0 | 0 | 4 | 0  | 6  | –6 |
| 4    | Al-Hilal            | 0   | 0 | 0 | 0 | 0 | 0  | 0  | 0  |

|                       | HIL | Shabab Al Ahli Club | PAK | SHK |
| --------------------- | --- | ------------------- | --- | --- |
| Al-Hilal              |     | 23 set              | 2–1 | 2–0 |
| Shabab Al Ahli Club]] | 1–2 |                     | 0–0 | 1–0 |
| Pakhtakor             | 0–0 | 2–1                 |     | 3–0 |
| Shahr Khodro          | 0–0 | 0–1                 | 0–1 |     |

### Grupo C
| Pos. | Equipe     | Pts | J | V | E | D | GP | GC | SG |
| ---- | ---------- | --- | - | - | - | - | -- | -- | -- |
| 1    | Persepolis | 10  | 6 | 3 | 1 | 2 | 8  | 5  | +3 |
| 2    | Al-Taawoun | 9   | 6 | 3 | 0 | 3 | 4  | 8  | –4 |
| 3    | Al-Duhail  | 9   | 6 | 3 | 0 | 3 | 7  | 8  | –1 |
| 4    | Sharjah    | 7   | 6 | 2 | 1 | 3 | 13 | 11 | +2 |

|            | DUH | TAW | SHJ | PER |
| ---------- | --- | --- | --- | --- |
| Al-Duhail  |     | 0–1 | 2–1 | 2–0 |
| Al-Taawoun | 2–0 |     | 0–6 | 0–1 |
| Sharjah    | 4–2 | 0–1 |     | 2–2 |
| Persepolis | 0–1 | 1–0 | 4–0 |     |

### Grupo D
| Pos. | Equipe   | Pts | J | V | E | D | GP | GC | SG |
| ---- | -------- | --- | - | - | - | - | -- | -- | -- |
| 1    | Al-Nassr | 11  | 6 | 3 | 2 | 1 | 9  | 5  | +4 |
| 2    | Al-Sadd  | 9   | 6 | 2 | 3 | 1 | 14 | 8  | +6 |
| 3    | Sepahan  | 7   | 6 | 2 | 1 | 3 | 6  | 8  | –2 |
| 4    | Al Ain   | 5   | 6 | 1 | 2 | 3 | 5  | 13 | –8 |

|          | SEP | SAD | NAS | AIN |
| -------- | --- | --- | --- | --- |
| Sepahan  |     | 2–1 | 0–2 | 0–0 |
| Al-Sadd  | 3–0 |     | 1–1 | 4–0 |
| Al-Nassr | 2–0 | 2–2 |     | 0–1 |
| Al Ain   | 0–4 | 3–3 | 1–2 |     |

### Grupo E
| Pos. | Equipe            | Pts | J | V | E | D | GP | GC | SG |
| ---- | ----------------- | --- | - | - | - | - | -- | -- | -- |
| 1    | Beijing Guoan     | 16  | 6 | 5 | 1 | 0 | 12 | 4  | +8 |
| 2    | Melbourne Victory | 7   | 6 | 2 | 1 | 3 | 6  | 9  | –3 |
| 3    | FC Seoul          | 6   | 6 | 2 | 0 | 4 | 10 | 9  | +1 |
| 4    | Chiangrai United  | 5   | 6 | 1 | 2 | 3 | 5  | 11 | –6 |

|                   | BEI | CHI | MVC | SEO |
| ----------------- | --- | --- | --- | --- |
| Beijing Guoan     |     | 1–1 | 3–1 | 3–1 |
| Chiangrai United  | 0–1 |     | 2–2 | 2–1 |
| Melbourne Victory | 0–2 | 1–0 |     | 2–1 |
| FC Seoul          | 1–2 | 5–0 | 1–0 |     |

### Grupo F
| Pos. | Equipe           | Pts | J | V | E | D | GP | GC | SG |
| ---- | ---------------- | --- | - | - | - | - | -- | -- | -- |
| 1    | Ulsan            | 16  | 6 | 5 | 1 | 0 | 14 | 5  | +9 |
| 2    | FC Tokyo         | 10  | 6 | 3 | 1 | 2 | 6  | 5  | +1 |
| 3    | Shanghai Shenhua | 7   | 6 | 2 | 1 | 3 | 9  | 13 | –4 |
| 4    | Perth Glory      | 1   | 6 | 0 | 1 | 5 | 5  | 11 | –6 |

|                  | ULS | SSH | PRG | TOK |
| ---------------- | --- | --- | --- | --- |
| Ulsan            |     | 3–1 | 2–0 | 1–1 |
| Shanghai Shenhua | 1–4 |     | 3–3 | 1–2 |
| Perth Glory      | 1–2 | 1–2 |     | 0–1 |
| FC Tokyo         | 1–2 | 0–1 | 1–0 |     |

### Grupo G
| Pos. | Equipe                  | Pts | J | V | E | D | GP | GC | SG |
| ---- | ----------------------- | --- | - | - | - | - | -- | -- | -- |
| 1    | Vissel Kobe             | 6   | 4 | 2 | 0 | 2 | 4  | 5  | –1 |
| 2    | Suwon Samsung Bluewings | 5   | 4 | 1 | 2 | 1 | 3  | 2  | +1 |
| 3    | Guangzhou Evergrande    | 5   | 4 | 1 | 2 | 1 | 4  | 4  | 0  |
| 4    | Johor Darul Ta'zim      | 0   | 0 | 0 | 0 | 0 | 0  | 0  | 0  |

|                         | VIS   | SUW | GZE    | JDT    |
| ----------------------- | ----- | --- | ------ | ------ |
| Vissel Kobe             |       | 0–2 | 0–2    | 5–1    |
| Suwon Samsung Bluewings | 0–1   |     | 0–0    | 25 nov |
| Guangzhou Evergrande    | 1–3   | 1–1 |        | 4 dez  |
| Johor Darul Ta'zim      | 1 dez | 2–1 | 19 nov |        |

### Grupo H
| Pos. | Equipe                 | Pts | J | V | E | D | GP | GC | SG |
| ---- | ---------------------- | --- | - | - | - | - | -- | -- | -- |
| 1    | Yokohama F. Marinos    | 13  | 6 | 4 | 1 | 1 | 13 | 5  | +8 |
| 2    | Shanghai SIPG          | 9   | 6 | 3 | 0 | 3 | 6  | 10 | –4 |
| 3    | Jeonbuk Hyundai Motors | 7   | 6 | 2 | 1 | 3 | 8  | 10 | –2 |
| 4    | Sydney FC              | 5   | 6 | 1 | 2 | 3 | 8  | 10 | –2 |

|                        | SYD | YOK | JEO | SSI |
| ---------------------- | --- | --- | --- | --- |
| Sydney FC              |     | 1–1 | 2–2 | 1–2 |
| Yokohama F. Marinos    | 4–0 |     | 4–1 | 1–2 |
| Jeonbuk Hyundai Motors | 1–0 | 1–2 |     | 1–2 |
| Shanghai SIPG          | 0–4 | 0–1 | 0–2 |     |

## Fase final

### Chaveamento
As chaves foram definidas no sorteio para as quartas de final realizado em 28 de setembro de 2020 em Doha no Catar.

## Premiação
| Liga dos Campeões da AFC de 2020 |
| Coreia do Sul                    |
| -------------------------------- |
| Ulsan Campeão (2.º título)       |